# Films américains sortis en 1929
Listes de films américains
- 1925
- 1926
- 1927
- 1928
- 1929
- 1930
- 1931
- 1932
- 1933

Liste (non exhaustive) de films américains sortis en 1929.
The Broadway Melody remporte l'Oscar du meilleur film à la 2e cérémonie des Oscars organisée le 3 avril 1930.

## A-Z (par ordre alphabétique des titres en anglais)
| Titre                                   | Réalisateur                         | Distribution                                                                                  | Genre               | Notes                                 |
| --------------------------------------- | ----------------------------------- | --------------------------------------------------------------------------------------------- | ------------------- | ------------------------------------- |
| Alibi                                   | Roland West                         | Chester Morris, Mae Busch                                                                     | Film policier       |                                       |
| An Andalusian Dog                       | Michael Curtiz                      | Pierre Batcheff                                                                               |                     |                                       |
| Applause                                | Rouben Mamoulian                    | Helen Morgan, Joan Peers                                                                      | Film musical        |                                       |
| Asphalt                                 | Joe May                             | Betty Amann, Gustav Fröhlich, Hans Adalbert Schlettow                                         |                     |                                       |
| The Awful Truth                         | Marshall Neilan                     | Ina Claire, Henry Daniell                                                                     | Comédie             |                                       |
| Berth Marks                             | Lewis R. Foster                     | Stan Laurel, Oliver Hardy, Paulette Goddard                                                   | Comédie             |                                       |
| Big Business                            | James W. Horne, Leo McCarey         | Stan Laurel, Oliver Hardy, James Finlayson                                                    | Comédie             |                                       |
| Blackmail                               | Alfred Hitchcock                    | Anny Ondra et John Longden                                                                    |                     |                                       |
| The Brandenburg Arch                    | Gilbert M. Anderson                 | Paul Henckels et June Marlowe                                                                 | Drame               |                                       |
| The Bridge of San Luis Rey              | Charles Brabin                      | Lili Damita, Ernest Torrence et Raquel Torres                                                 | Drame               |                                       |
| Broadway                                | Pál Fejös                           | Glenn Tryon, Evelyn Brent, Merna Kennedy                                                      | Film policier       |                                       |
| The Broadway Melody                     | Harry Beaumont                      | Anita Page, Bessie Love et Jed Prouty                                                         | Comédie musicale    |                                       |
| Bulldog Drummond                        | F. Richard Jones                    | Ronald Colman Claud Allister Lawrence Grant Montagu Love                                      | Film de détective   |                                       |
| The Canary Murder Case                  | Malcolm St. Clair                   | William Powell, Louise Brooks, Jean Arthur, James Hall, Ned Sparks et Eugene Pallette         | Film de détective   |                                       |
| Captain Lash                            | John G. Blystone                    | Victor McLaglen, Claire Windsor, Jane Winton                                                  | Aventure            |                                       |
| Chasing Through Europe                  | David Butler Alfred L. Werker       | Sue Carol, Nick Stuart                                                                        | Romance             |                                       |
| Children of the Ritz                    | John Francis Dillon                 | Dorothy Mackaill, Jack Mulhall, Kathryn McGuire                                               | Drame               |                                       |
| The Cocoanuts                           | Robert Florey, Joseph Santley       | Groucho Marx, Chico Marx, Harpo Marx et Zeppo Marx                                            | Comédie musicale    |                                       |
| Clear the Decks                         | Joe Henabery                        | Reginald Denny, Olive Hasbrouck, Brooks Benedict                                              | Comédie             |                                       |
| Coquette                                | Sam Taylor                          | Mary Pickford, Johnny Mack Brown, Matt Moore                                                  | Drame               |                                       |
| The Cock-Eyed World                     | Raoul Walsh                         | Victor McLaglen, Edmund Lowe, Lili Damita                                                     | Comédie musicale    |                                       |
| Condemned                               | Wesley Ruggles                      | Ronald Colman, Ann Harding, Louis Wolheim                                                     | Drame               |                                       |
| Dance Hall                              | Melville W. Brown                   | Olive Borden, Arthur Lake                                                                     | Film musical        |                                       |
| The Dance of Life                       | John Cromwell, A. Edward Sutherland | Oscar Levant, Nancy Carroll, Dorothy Revier                                                   | Comédie musicale    | Séquences en Technicolor              |
| Dangerous Curves (La Danseuse de corde) | Lothar Mendes                       | Clara Bow, Richard Arlen, Kay Francis                                                         | Comédie romantique  |                                       |
| The Delightful Rogue                    | Lynn Shores, Leslie Pearce          | Rod La Rocque, Rita La Roy                                                                    | Comédie romantique  |                                       |
| Desert Nights                           | William Nigh                        | John Gilbert, Ernest Torrence                                                                 | Drame               |                                       |
| The Desert Song                         | Roy del Ruth                        | John Boles, Myrna Loy et Louise Fazenda                                                       | Opérette            |                                       |
| Devil-May-Care                          | Sidney Franklin                     | Ramón Novarro, Dorothy Jordan                                                                 | Film musical        |                                       |
| Disraeli                                | Alfred E. Green                     | George Arliss, Joan Bennett                                                                   | Drame               |                                       |
| Dynamite                                | Cecil B. DeMille                    | Conrad Nagel, Kay Johnson                                                                     | Drame               |                                       |
| Eternal Love                            | Ernst Lubitsch                      | John Barrymore, Camilla Horn                                                                  | Drame               |                                       |
| Évangéline                              | Edwin Carewe                        | Dolores del Río, Roland Drew                                                                  | Drame               |                                       |
| Fancy Baggage                           | John G. Adolfi                      | Audrey Ferris, Myrna Loy                                                                      | Drame               |                                       |
| The Flying Fleet                        | George W. Hill                      | Ramón Novarro, Ralph Graves, Anita Page                                                       | Drame d'amour       |                                       |
| Footlights and Fools                    | William A. Seiter                   | Colleen Moore, Virginia Lee Corbin, Fredric March                                             | Comédie musicale    |                                       |
| The Four Feathers                       | Merian C. Cooper                    | Richard Arlen, Fay Wray, Clive Brook                                                          | Film de guerre      |                                       |
| Fox Movietone Follies of 1929           | David Butler                        | Sue Carol, Dixie Lee                                                                          | Film musical        |                                       |
| Glorifying the American Girl            | Millard Webb                        | Mary Eaton, Eddie Cantor                                                                      | Film musical        |                                       |
| The Godless Girl                        | Cecil B. DeMille                    | Lina Basquette, Tom Keene, Eddie Quillan                                                      | Drame               |                                       |
| Gold Diggers of Broadway                | Roy Del Ruth                        | Winnie Lightner, Conway Tearle                                                                | Comédie musicale    |                                       |
| The Great Gabbo)                        | James Cruze                         | Erich von Stroheim, Betty Compson                                                             | Comédie musicale    |                                       |
| Half Marriage                           | William J. Cowen                    | Olive Borden, Morgan Farley                                                                   | Drame               |                                       |
| Hallelujah!                             | King Vidor                          | Daniel L. Haynes, Nina Mae McKinney, Sam McDaniel                                             | Drame               |                                       |
| Happy Days                              | Benjamin Stoloff                    | Janet Gaynor, El Brendel, Will Rogers, Rex Bell, J. Farrell MacDonald et Charles Farrell      | Comédie Musicale    |                                       |
| Hardboiled Rose                         | F. Harmon Weight                    | Myrna Loy, William Collier                                                                    | Drame               |                                       |
| Hearts in Dixie                         | Paul H. Sloan                       | Clarence Muse, Stepin Fetchit                                                                 | Comédie musicale    |                                       |
| Her Private Life                        | Alexander Korda                     | Billie Dove, Walter Pidgeon                                                                   | Drame               |                                       |
| High Voltage                            | Cullen Landis                       | William Boyd, Carole Lombard, Owen Moore                                                      | Drame               |                                       |
| His Glorious Night                      | Lionel Barrymore                    | John Gilbert, Nance O'Neil                                                                    | Film d'amour        |                                       |
| The Hole in the Wall                    | Robert Florey                       | Claudette Colbert, Edward G. Robinson                                                         | Film policier       |                                       |
| The Hollywood Revue of 1929             | Charles Reisner                     | Jack Benny, Joan Crawford, Cliff Edwards, Marion Davies, Karl Dane et Norma Shearer           | Comédie Musicale    | Premier film parlant de Joan Crawford |
| Hot for Paris                           | Raoul Walsh                         | Victor McLaglen, Fifi D'Orsay                                                                 | Film musical        |                                       |
| I Lost My Heart On My Bus               | Rex Ingram                          | Domenico Gambino, Truus van Aalten                                                            |                     |                                       |
| The Iron Mask                           | Allan Dwan                          | Douglas Fairbanks, Belle Bennett, Rolfe Sedan                                                 | Film d'aventure     |                                       |
| The Jazz Age                            | Lynn Shores                         | Douglas Fairbanks Jr., Marceline Day                                                          | Drame               |                                       |
| Jazz Heaven                             | Melville W. Brown                   | Sally O'Neil, Johnny Mack Brown                                                               | Comédie             |                                       |
| The Kiss                                | Jacques Feyder                      | Greta Garbo, Conrad Nagel, Holmes Herbert                                                     | Drame               |                                       |
| The Lady Lies                           | Hobert Henley                       | Walter Huston, Claudette Colbert                                                              | Comédie romantique  |                                       |
| Lady of the Pavements                   | D. W. Griffith                      | Lupe Vélez, William Boyd                                                                      | Comédie             |                                       |
| The Letter                              | Jean de Limur                       | Herbert Marshall, Reginald Owen                                                               | Drame               |                                       |
| The Locked Door                         | George Fitzmaurice                  | Rod LaRocque, Barbara Stanwyck, Betty Bronson                                                 | Drame               |                                       |
| The Love Parade                         | Ernst Lubitsch                      | Maurice Chevalier, Jeanette MacDonald                                                         | Comédie musicale    |                                       |
| Love and the Devil                      | Alexander Korda                     | Milton Sills, María Corda                                                                     | Drame               |                                       |
| Lucky Star                              | Frank Borzage                       | Janet Gaynor, Charles Farrell                                                                 | Drame d'amour       |                                       |
| Madame X                                | Lionel Barrymore                    | Ruth Chatterton, Lewis Stone                                                                  | Drame               |                                       |
| The Manxman                             | Alfred Hitchcock                    | Carl Brisson, Malcolm Keen, Anny Ondra                                                        | Drame               |                                       |
| The Mysterious Dr. Fu Manchu            | Rowland V. Lee                      | Warner Oland, Jean Arthur                                                                     | Detective           |                                       |
| The Mysterious Island                   | Lucien Hubbard                      | Lionel Barrymore, Jacqueline Gadsden, Lloyd Hughes                                            | Fantasy             |                                       |
| Navy Blues                              | Clarence Brown                      | William Haines, Anita Page                                                                    | Romance             |                                       |
| New York Nights                         | Lewis Milestone                     | Norma Talmadge, Gilbert Roland                                                                | Crime               |                                       |
| Night Parade                            | Malcolm St. Clair                   | Aileen Pringle, Ann Pennington, Dorothy Gulliver                                              | Drame               |                                       |
| The One Woman Idea                      | Berthold Viertel                    | Rod La Rocque, Marceline Day                                                                  | Romance             |                                       |
| On with the Show!                       | Alan Crosland                       | Joe E. Brown, Betty Compson, Ethel Waters                                                     | Comédie musicale    |                                       |
| Outlawed                                | Eugene Forde                        | Tom Mix, Sally Blane                                                                          | Western             |                                       |
| Pandora's Box                           | Lowell Sherman                      | Louise Brooks, Fritz Kortner, Francis Lederer, Gustav Diessl                                  | Drame               |                                       |
| Paris                                   | Clarence G. Badger                  | Irène Bordoni, Zasu Pitts                                                                     | Comédie musicale    |                                       |
| Piccadilly                              | Gilbert M. Anderson                 | Anna May Wong, Gilda Gray, Jameson Thomas                                                     | Drame               |                                       |
| Pointed Heels                           | A. Edward Sutherland                | William Powell, Fay Wray                                                                      | Film musical        |                                       |
| Port of Dreams                          | Rex Ingram                          | Mary Philbin, Otis Harlan, Mary Alden                                                         | Drame               |                                       |
| Queen Kelly                             | Erich von Stroheim                  | Gloria Swanson, Walter Byron, Seena Owen                                                      | Drame               |                                       |
| The Quitter                             | Joseph Henabery                     | Ben Lyon, Dorothy Revier                                                                      | Drame               |                                       |
| Redskin                                 | Victor Schertzinger                 | Richard Dix, Jane Novak, Noble Johnson                                                        | Drame               |                                       |
| Red Hot Rhythm                          | Leo McCarey                         | Alan Hale, Josephine Dunn                                                                     | Comédie musicale    |                                       |
| The Rescue                              | Herbert Brenon                      | Ronald Colman, Lili Damita                                                                    |                     |                                       |
| Rio Rita                                | Luther Reed                         | Bebe Daniels, Bert Wheeler, Robert Woolsey                                                    | Comédie musicale    |                                       |
| The River                               | Frank Borzage                       | Charles Farrell, Mary Duncan                                                                  | Drame               |                                       |
| The River of Romance                    | Richard Wallace                     | Buddy Rogers,Wallace Beery, Fred Kohler                                                       | Drame               |                                       |
| Sally                                   | John Francis Dillon                 | Marilyn Miller, Alexander Gray, Ford Sterling                                                 | Comédie musicale    |                                       |
| The Saturday Night Kid                  | A. Edward Sutherland                | Clara Bow, Jean Arthur                                                                        | Comédie romantique  |                                       |
| Show Boat                               | Harry A. Pollard                    | Laura La Plante, Joseph Schildkraut, Alma Rubens                                              | Mélodrame           |                                       |
| The Show of Shows                       | John G. Adolfi                      | Frank Fay, Loretta Young, Richard Barthelmess, Dolores Costello, Bert Roach et Heinie Conklin | Musical revue       |                                       |
| Side Street (Le Dernier Voyage)         | Malcolm St. Clair                   | Tom Moore, Edwin August, Emma Dunn                                                            | policier, drame     |                                       |
| A Single Man (Le Martyr imaginaire)     | Harry Beaumont                      | Lew Cody, Marceline Day                                                                       | Comédie             |                                       |
| The Single Standard                     | John S. Robertson                   | Greta Garbo, Nils Asther, Johnny Mack Brown                                                   | Drame d'amour       |                                       |
| The Skeleton Dance                      | Walt Disney                         |                                                                                               | Court métrage animé |                                       |
| Small Talk                              | Hal Roach                           | Bobby Hutchins                                                                                | Comédie             |                                       |
| Smilin' Guns                            | Henry MacRae                        | Hoot Gibson, Blanche Mehaffey                                                                 | Western             |                                       |
| Spite Marriage                          | Edward Sedgwick, Buster Keaton      | Buster Keaton, Dorothy Sebastian, Edward Earle                                                | Comédie             |                                       |
| The Squall                              | Alexander Korda                     | Richard Tucker, Alice Joyce                                                                   | Drame               |                                       |
| St. Louis Blues                         | Harry Langdon                       | Bessie Smith et Hall Johnson                                                                  | Comédie Musicale    |                                       |
| Street Girl                             | Wesley Ruggles                      | Betty Compson, Joseph Cawthorn, John Harron                                                   | Drame               |                                       |
| Sunnyside Up                            | David Butler                        | Janet Gaynor, El Brendel, Charles Farrell                                                     | Comédie musicale    | Séquences en Technicolor              |
| Syncopation                             | Bert Glennon                        | Barbara Bennett, Bobby Watson                                                                 | Comédie musicale    |                                       |
| The Taming of the Shrew                 | Sam Taylor                          | Mary Pickford, Douglas Fairbanks                                                              | Comédie Dramatique  |                                       |
| Tanned Legs                             | Cullen Landis                       | Arthur Lake, June Clyde, Dorothy Revier                                                       | Comédie musicale    |                                       |
| This Thing Called Love                  | Paul L. Stein                       | Edmund Lowe, Constance Bennett                                                                | Romance Musical     |                                       |
| Thru Different Eyes                     | Gilbert M. Anderson                 | Mary Duncan, Warner Baxter, Sylvia Sidney                                                     | Drame               |                                       |
| Thunder                                 | William Nigh                        | Lon Chaney, Phyllis Haver                                                                     | Mélodrame           |                                       |
| Thunderbolt                             | Josef von Sternberg                 | George Bancroft, Fay Wray, Richard Arlen                                                      | Crime               |                                       |
| Trent's Last Case                       | Howard Hawks                        | Raymond Griffith, Marceline Day, Raymond Hatton, Edgar Kennedy                                | Detective           |                                       |
| The Trespasser                          | Edmund Goulding                     | Gloria Swanson, Robert Ames                                                                   | Drame               |                                       |
| The Vagabond Lover                      | Neil Marshall                       | Rudy Vallée, Sally Blane, Marie Dressler                                                      | Comédie musicale    |                                       |
| The Virginian                           | Victor Fleming                      | Gary Cooper, Mary Brian, Walter Huston                                                        | Western             | Premier film parlant de Gary Cooper   |
| The Very Idea                           | Richard Rosson                      | Frank Craven, Doris Eaton Travis, Sally Blane                                                 | Comédie             |                                       |
| Wall Street                             | Roy William Neill                   | Ralph Ince, Aileen Pringle                                                                    | Drame               |                                       |
| Welcome Danger                          | Clyde Bruckman, Malcolm St. Clair   | Harold Lloyd, Barbara Kent                                                                    | Comédie             | Premier film parlant d'Harold Lloyd   |
| Where East is East                      | Tod Browning                        | Lon Chaney, Lupe Vélez, Lloyd Hughes                                                          | Film d'aventure     |                                       |
| Why Be Good?                            | William A. Seiter                   | Colleen Moore, Eddy Martindel Neil Hamilton                                                   | Comédie             |                                       |
| Wild Orchids                            | Sidney Franklin                     | Greta Garbo, Lewis Stone, Nils Asther                                                         | Drame               |                                       |
| The Wolf Song                           | Victor Fleming                      | Gary Cooper, Lupe Vélez                                                                       | Comédie             |                                       |
| The Woman One Longs For                 | Alice Terry                         | Marlene Dietrich, Fritz Kortner                                                               | Drame               |                                       |
| Words and Music                         | James Tinling                       | Lois Moran, Helen Twelvetrees, John Wayne                                                     | Comédie musicale    |                                       |